# Ceremonial Oath
I Ceremonial Oath sono un gruppo musicale melodic death metal svedese formatosi sul finire degli anni '80, scioltosi nel 1996 e riunitosi nei 2012.

## Storia del gruppo

### Gli inizi
si formano inizialmente col nome di Desecrator nel 1988 in Svezia come gruppo parallelo di Tomas Lindberg, chitarrista del gruppo black metal dei Treblinka, i futuri Tiamat. Dopo aver pubblicato due demo alla terza, nel 1990 cambiano nome in Ceremonial Oath. Poi pubblicano il primo EP nel 1993, Lost Name of God. Poco dopo escono dal gruppo sia Dronjak che Strömblad che entrano a far parte di Hammerfall e In Flames. Poco dopo entra come cantante Fridén e come bassista Thomas Johansson. Il gruppo lo stesso anno pubblica per la Modern Primitive Records l'album di esordio The Book of Truth.

### Lo scioglimento
Dopo un tour, il gruppo entra in studio per registrare il secondo e ultimo album, Carpet che poi uscirà nel 1995 per Black Sun Records. All'album collabora Tomas Lindberg, l'ex cantante degli At the Gates. Poco dopo l'uscita dell'album il gruppo si scioglie. I Ceremonial Oath sono considerati un gruppo molto importante per la scena metal svedese, perché per 5 anni hanno raccolto membri molto importanti per la scena come At the Gates, In Flames, Dark Tranquillity, Tiamat, Hammerfall.

### La Reunion
Nel settembre 2012 la band firma con la Century Media Records per la ristampa della loro discografia, ritornando con la formazione originale.
In occasione della prima edizione del Gothenburg Sound Festival tenutosi il 5 ed il 6 gennaio 2013 a Göteborg la band si è riunita per uno show nell'evento organizzato per celebrare la storia musicale della città svedese.

## Formazione

### Formazione attuale
- Jesper Strömblad – basso (1990 – 1993; 2012-presente) (ex-In Flames, ex-Hammerfall)
- Oscar Dronjak – voce, chitarra (1990 – 1993; 2012-presente) (Hammerfall)
- Anders Iwers – chitarra (1993 – 1995; 2012-presente) (Tiamat, Dark Tranquillity)
- Markus Nordberg – batteria (1990 – 1995; 2012-presente) (Cemetary)

### Ex componenti
- Anders Fridén – voce (1993 – 1995) (In Flames, ex-Dark Tranquillity)
- Mikael Andersson – chitarra (1990 – 1995)
- Thomas Johansson – basso (1993 – 1995) (Decollation)

### Turnisti
- Tomas Lindberg – voce in tre canzoni di Carpet (1995) (At the Gates)

## Discografia

### Album in studio
- 1993 - The Book of Truth (Modern Primitive Records)
- 1995 - Carpet (Black Sun Records)

### EP
- 1992 - Lost Name of God (Corpse Grinder Records)

### Demo
- 1990 - Wake The Dead(come Desecrator)
- 1990 - Black Sermons (come Desecrator)
- 1991 - Promo 1991